# Comisión Interamericana de Derechos Humanos
La Comisión Interamericana de Derechos Humanos (CIDH) es un órgano de la Organización de los Estados Americanos (OEA) creado para promover la observancia y la defensa de los derechos humanos, además de servir como órgano consultivo de la OEA en esta materia. La CIDH fue creada por resolución de la Quinta Reunión de Consulta de Ministros de Relaciones Exteriores en Santiago de Chile en 1959. Su primer directivo fue el escritor venezolano Rómulo Gallegos en el período 1960-1963. Desde 2021, la mexicana Tania Reneaum Panszi es  la secretaria ejecutiva. Junto a la Corte Interamericana de Derechos Humanos (Corte IDH) es una de las dos entidades del sistema interamericano de protección de derechos humanos. Tiene su sede en Washington D. C., Estados Unidos.
La CIDH realiza su trabajo con base en tres pilares de trabajo:
- el Sistema de Petición Individual;
- el monitoreo de la situación de los derechos humanos en los Estados miembros, y
- la atención a líneas temáticas prioritarias.

De igual manera trabaja los acuerdos de solución amistosa (ASA) que se puedan dar entre los peticionarios y los Estados. 
La Comisión vela por la protección de Derechos de todas las personas bajo la jurisdicción de los Estados Americanos, sobre todo por la protección de aquellas poblaciones que se encuentran históricamente sometidas a discriminación, con el objeto de brindar atención a comunidades y pueblos que por su situación de vulnerabilidad y por la discriminación histórica de la cual han sido objeto

## Composición de la CIDH
La Comisión Interamericana de Derechos Humanos está compuesta por siete personas elegidas a título personal por la Asamblea General de la Organización y deben ser personas de alta autoridad moral y reconocida versación en materia de Derechos Humanos, con una duración de cuatro años y reelegibles por un único período adicional. La directiva de la Comisión está compuesta por un cargo de Presidente, Primer Vicepresidente y Segundo Vicepresidente, con un mandato de un año y reelegibles por una sola vez en cada período de cuatro años.
Según el Estatuto de la Comisión Interamericana de Derechos Humanos en su artículo 16, esta  se reúne distintas veces al año en sesiones divididas en ordinarias y extraordinarias, las primeras durando un periodo de tiempo estimado de dos semanas y se practican tres veces al año. En el transcurso de estas sesiones, la Comisión dedica una semana en audiencias y distintas reuniones de trabajo sobre los casos en análisis; también discute temas respecto a situaciones de los derechos humanos en un país. Estas sesiones son importantes debido a que permiten recabar información sobre algún caso o tema en particular y además solicitar la intervención para la resolución del problema.

## Funciones de la CIDH
La principal función de la CIDH es promover la observancia y la defensa de los Derechos Humanos en las Américas, además de esto, en su Estatuto establece sus funciones y atribuciones respecto de los Estados partes en la Convención Americana y separa las mismas de aquellos Estados miembros de la Organización que no son partes en la Convención Americana. Respecto a estos últimos, la competencia de la Comisión se basa en las disposiciones de la Carta de la OEA y a práctica de la CIDH.
"En cumplimiento de su mandato, la Comisión:
1. Recibe, analiza e investiga peticiones individuales en que se alegan violaciones de derechos humanos, tanto respecto de Estados miembros de la OEA que han ratificado la Convención Americana, como de aquellos Estados que aún no la han ratificado.
2. Observa la situación general de los derechos humanos en los Estados miembros y publica informes especiales sobre la situación existente en determinado Estado miembro, cuando lo considera apropiado.
3. Realiza visitas in loco a los países para llevar a cabo análisis en profundidad de la situación general y/o para investigar una situación específica. En general, estas visitas dan lugar a la preparación de un informe sobre la situación de los derechos humanos que sea observada, el cual es publicado y presentado ante el Consejo Permanente y la Asamblea General de la OEA.
4. Estimula la conciencia pública respecto de los derechos humanos en las Américas. A tales efectos, la Comisión lleva a cabo y publica informes sobre temas específicos; tales como, las medidas que deben adoptarse para garantizar un mayor acceso a la justicia; los efectos que tienen los conflictos armados internos en ciertos grupos; la situación de derechos humanos de niños y niñas, de las mujeres, de las y los trabajadores/as migrantes y sus familias, de las personas privadas de libertad, de las y los defensores/as de derechos humanos, de los pueblos indígenas, y de las personas afrodescendientes; y de las lesbianas, los gays, las personas trans, bisexuales e intersex; sobre la libertad de expresión; la seguridad ciudadana y el terrorismo y su relación con los derechos humanos; entre otros.
5. Organiza y celebra visitas, conferencias, seminarios y reuniones con representantes de gobiernos, instituciones académicas, entidades no gubernamentales y otros, con el objetivo principal de divulgar información y fomentar el conocimiento amplio de la labor del sistema interamericano de derechos humanos.
6. Recomienda a los Estados miembros de la OEA la adopción de medidas que contribuyan a la protección de los derechos humanos en los países del Hemisferio.
7. Solicita a los Estados miembros que adopten “medidas cautelares”, de conformidad con lo dispuesto en el Artículo 25 de su Reglamento, para prevenir daños irreparables a los derechos humanos en casos graves y urgentes. Asimismo, de conformidad con lo dispuesto en el Artículo 63.2 de la Convención Americana, puede solicitar que la Corte Interamericana disponga la adopción de “medidas provisionales” en casos de extrema gravedad y urgencia para evitar daños irreparables a las personas, aunque el caso aún no haya sido presentado ante la Corte.
8. Presentar casos ante la Corte Interamericana y comparece ante la misma durante la tramitación y consideración de los casos.
9. Solicita opiniones consultivas a la Corte Interamericana, de conformidad con lo dispuesto en el Artículo 64 de la Convención Americana.
10. Recibe y examina comunicaciones en las que un Estado parte alegue que otro Estado parte ha incurrido en violaciones de los derechos humanos reconocidos en la Convención Americana, de conformidad con el Artículo 45 de dicho instrumento."[5]

Para el cumplimiento de sus funciones, la CIDH cuenta con el apoyo legal y administrativo de su Secretaría Ejecutiva. De conformidad con el Artículo 13 del Reglamento de la CIDH, la Secretaría Ejecutiva prepara los proyectos de informes, resoluciones, estudios y otros trabajos que le encomiende la Comisión o el/la Presidente/a. Asimismo, la Secretaría Ejecutiva recibe y da trámite a la correspondencia y las peticiones y comunicaciones dirigidas a la Comisión.

## Reglamentos de la CIDH
Tanto la Convención Americana como el Estatuto de la CIDH la faculta para adoptar su propio Reglamento. La Comisión Interamericana aprobó el Reglamento actualmente vigente durante el 137° Período Ordinario de Sesiones, celebrado del 28 de octubre al 13 de noviembre de 2009; y entró en vigor el 31 de diciembre de 2009. Posteriormente, el 2 de septiembre de 2011, la CIDH, en cumplimiento de las atribuciones que le confiere el Artículo 22 de su Estatuto modificó el Artículo 11 del Reglamento. El Reglamento actual consta de 80 Artículos y está dividido en cuatro títulos.
El Título I del Reglamento hace referencia a la organización de la CIDH y consta de cinco capítulos que contienen las normas sobre la naturaleza y composición de la Comisión, sus miembros, la directiva, la Secretaría Ejecutiva y el funcionamiento de la CIDH. El Título II consta de seis capítulos, los cuales establecen las disposiciones generales aplicables al procedimiento ante la CIDH; a las peticiones referentes a los Estados partes en la Convención Americana; a las peticiones referentes a los Estados que no son partes en la Convención Americana; a las observaciones in loco conducidas por la Comisión; al informe anual y a otros informes; y a la celebración de audiencias sobre peticiones o casos y aquellas de carácter general. El Título III del Reglamento se refiere a las relaciones de la Comisión con la Corte. El Capítulo I define lo referente a delegados, asesores, testigos y expertos, y el Capítulo II regula el procedimiento a seguir cuando la CIDH decide llevar un caso ante la Corte, de conformidad con el Artículo 61 de la Convención Americana. Por último, el Título IV establece las disposiciones finales referentes a la interpretación del Reglamento, su modificación y entrada en vigor.
En relación con la aprobación de este último Reglamento, y los importantes cambios que se introdujeron, la CIDH destacó que:
El objetivo central de estas reformas es avanzar en el fortalecimiento del sistema interamericano a través del afianzamiento de la participación de las víctimas, de las garantías al equilibrio procesal y de la publicidad y la transparencia, así como de la adopción de ajustes necesarios tras la reforma realizada en 2001, entre otros. Esta reforma aborda aspectos relacionados con cuatro ejes esenciales del sistema de protección de los derechos humanos: el mecanismo de medidas cautelares, el trámite de peticiones y casos, el envío de casos a la jurisdicción de la Corte Interamericana, y las audiencias sobre situación de los derechos humanos en los Estados miembros.
Esta reforma reglamentaria está complementada con las modificaciones introducidas al Reglamento de la Corte, cuyo texto actual entró en vigor el 1 de enero de 2010, y con la resolución del Consejo Permanente de la OEA que adopta el Reglamento para el funcionamiento del Fondo de Asistencia Legal del Sistema Interamericano de Derechos Humanos, con el objetivo de brindar apoyo financiero a las víctimas de violaciones de derechos humanos en la región que ayude a sufragar los gastos relacionados con la tramitación de peticiones y casos ante la Comisión y la Corte Interamericanas .
Al respecto, vale destacar que el 1º de marzo de 2011 entró en vigor el Reglamento de la CIDH que regula el Fondo de Asistencia Legal del Sistema Interamericano de Derechos Humanos. El Reglamento establece que la CIDH podrá conceder recursos del Fondo de Asistencia Legal, cuando éstos estén disponibles, a peticionarios y peticionarias en denuncias que hayan sido declaradas admisibles por la Comisión, o respecto a la cual la Comisión haya comunicado su decisión de acumular el análisis de admisibilidad con el fondo del asunto. Asimismo, establece que los fondos serán concedidos a aquellas personas que demuestran la carencia de recursos suficientes para cubrir total o parcialmente gastos relativos a la recolección y remisión de documentos probatorios, así como los gastos relacionados con la comparecencia de la presunta víctima, testigos o peritos a audiencias ante la Comisión, y otros gastos que la CIDH estime pertinentes para el procesamiento de una petición o de un caso.

## Procedimiento de denuncias de violaciones a los derechos humanos.
Cualquier persona puede presentar una petición ante la Comisión Interamericana, alegando que un Estado le violó sus derechos humanos. Esto puede hacerse solo después que el Estado haya tenido la posibilidad de resolver la situación internamente, mediante el agotamiento de recursos internos. La Comisión examina la admisibilidad de la petición y de cumplir con todos los requisitos, pasa a analizar si ocurrió o no una violación a los Derechos Humanos. La Comisión siempre se pone a disposición de a las partes (demandante y Estado) para tratar de llegar a un acuerdo mutuo. En dado caso de que no se llegue a un acuerdo de forma pacífica, la Comisión hará recomendaciones específicas, y de considerarse necesario, someterá el caso a la Corte Interamericana de Derechos Humanos, únicamente si el Estado haya aceptado la propia autoridad de la Corte.
Por otra parte, en situaciones de gravedad, urgencia y que pueden causar un daño irreparable, se le pueden solicitar a la Comisión medidas cautelares, para que esta le requiera al Estado tomar medidas preventivas para evitar daños hacia la persona o derechos. Estas se encuentran reguladas por el artículo 25 del Reglamento de la Comisión Interamericana.
También la Comisión puede realizar visitas in situ, para hacer una evaluación de cómo se practican y llevan a cabo los derechos humanos en los países, para posteriormente emitir recomendaciones para estos mismos. Además se puede otorgar una prioridad a ciertos problemas, esto mismo creando relatorías que se centran en distintas áreas específicas.

## Relatorías
La CIDH ha creado varias relatorías, dos relatorías especiales y una unidad para monitorear el cumplimiento de los Estados de la OEA con los tratados interamericanos de derechos humanos en las siguientes áreas: 
- Relatoría sobre los Derechos de los Pueblos Indígenas (1990)[11] Relatora: Antonia Urrejola Noguera
- Relatoría sobre los Derechos de las Mujeres (1994) Relatora: Margarette May Macaulay
- Relatoría sobre los Derechos de los Migrantes (1996)[12] Relator: Luis Ernesto Vargas Silva
- Relatoría sobre los Derechos de la Niñez (1998)[13] Relatora: Esmeralda Arosemena de Troitiño
- Relatoría sobre los Derechos de las Personas Privadas de Libertad y para la Prevención y Combate a la Tortura (2004)[14]  Relator:Joel Hernández García
- Relatoría sobre los Derechos de las Personas Afrodescendientes y contra la Discriminación Racial (2005)[15] Relatora: Margarette May Macaulay
- Relatoría sobre los Derechos de Defensoras y Defensores de Derechos Humanos (2011)[16] Relator: Francisco Eguiguren Praeli
- Relatoría sobre los Derechos de las personas Lesbianas, Gays, Bisexuales, Trans e Intersex (2011)[17] Relatora: Flávia Piovesan

Relatorías Especiales:
Las personas titulares de las relatorías especiales dedican a tiempo completo en la comisión, algo que no ocurre con los titulares de las relatorías temáticas.
- Relatoría Especial para la Libertad de Expresión[19] (1997)  Relator especial: Pedro Vaca
- Relatoría Especial sobre los Derechos Económicos, Sociales, Culturales y Ambientales - REDESCA (2017)  Relator especial: Javier Palummo Lantes

La CIDH también tiene una Oficina de Prensa y Divulgación.[cita requerida]

## Composición

### Comisionados actuales[20]
| Nombre                       | País      | Periodo                                           |
| ---------------------------- | --------- | ------------------------------------------------- |
| José Luis Caballero Ochoa    | México    | 5 de septiembre de 2023 - 31 de diciembre de 2025 |
| Andrea Pochak                | Argentina | 1 de enero de 2024 - 31 de diciembre de 2027      |
| Arif Bulkan                  | Guyana    | 1 de enero de 2024 - 31 de diciembre de 2027      |
| Edgar Stuardo Ralón Orellana | Guatemala | 1 de enero de 2020 - 31 de diciembre de 2027      |
| Roberta Clarke               | Barbados  | 1 de enero de 2022 - 31 de diciembre de 2025      |
| Carlos Bernal Pulido         | Colombia  | 1 de enero de 2022 - 31 de diciembre de 2025      |
| Gloria Monique de Mees       | Surinam   | 1 de enero de 2024 - 31 de diciembre de 2027      |

### Comisionados anteriores
| Año       | País                          | Comisionados                   |
| --------- | ----------------------------- | ------------------------------ |
| 1960–1963 | Venezuela                     | Rómulo Gallegos                |
| 1960–1964 | El Salvador                   | Reynaldo Galindo Pohl          |
| 1960–1968 | Ecuador                       | Gonzalo Escudero               |
| 1960–1972 | Costa Rica                    | Ángela Acuña de Chacón         |
| 1960–1972 | Estados Unidos                | Durwood V. Sandifer            |
| 1960–1972 | Chile                         | Manuel Bianchi Gundián         |
| 1960–1979 | México                        | Gabino Fraga                   |
| 1964–1968 | Uruguay                       | Daniel Hugo Martins            |
| 1964–1983 | Brasil                        | Carlos A. Dunshee de Abranches |
| 1968–1972 | Perú                          | Mario Alzamora Valdez          |
| 1968–1972 | Uruguay                       | Justino Jiménez de Aréchaga    |
| 1972–1976 | Argentina                     | Genaro R. Carrió               |
| 1972–1976 | Estados Unidos                | Robert F. Woodward             |
| 1972–1985 | Venezuela                     | Andrés Aguilar                 |
| 1976–1979 | Guatemala                     | Carlos García Bauer            |
| 1976–1979 | Costa Rica                    | Fernando Volio Jiménez         |
| 1976–1983 | Estados Unidos                | Tom J. Farer                   |
| 1976–1978 | Colombia                      | José Joaquín Gori              |
| 1978–1987 | Colombia                      | Marco Gerardo Monroy Cabra     |
| 1980–1987 | El Salvador                   | Francisco Bertrand Galindo     |
| 1980–1985 | México                        | César Sepúlveda                |
| 1980–1985 | Costa Rica                    | Luis Demetrio Tinoco Castro    |
| 1984–1988 | Estados Unidos                | R. Bruce McColm                |
| 1984–1987 | Bolivia                       | Luis Adolfo Siles Salinas      |
| 1984–1991 | Brasil                        | Gilda Maciel Correa Russomano  |
| 1986–1989 | Argentina                     | Elsa Kelly                     |
| 1986–1993 | Venezuela                     | Marco Tulio Bruni-Celli        |
| 1986–1993 | Barbados                      | Oliver H. Jackman              |
| 1988–1991 | Estados Unidos                | John Reese Stevenson           |
| 1988–1995 | Honduras                      | Leo Valladares Lanza           |
| 1988–1995 | Jamaica                       | Patrick Lipton Robinson        |
| 1990–1997 | Argentina                     | Oscar Luján Fappiano           |
| 1992–1995 | Estados Unidos                | Michael Reisman                |
| 1994–1997 | Trinidad y Tobago             | John S. Donaldson              |
| 1998–1999 | Barbados                      | Henry de Boulay Forde          |
| 1992–1999 | Colombia                      | Álvaro Tirado Mejía            |
| 1996–1999 | Venezuela                     | Carlos Ayala Corao             |
| 1996–1999 | Haití                         | Jean-Joseph Exumé              |
| 1994–2001 | Chile                         | Claudio Grossman               |
| 1998–2001 | Brasil                        | Hélio Bicudo                   |
| 1999–2001 | Barbados                      | Peter Laurie                   |
| 2002–2002 | Perú                          | Diego García Sayán             |
| 1996–2003 | Estados Unidos                | Robert K. Goldman              |
| 2000–2003 | Guatemala                     | Marta Altolaguirre             |
| 2000–2003 | Argentina                     | Juan E. Méndez                 |
| 2000–2003 | Ecuador                       | Julio Prado Vallejo            |
| 2002–2005 | Perú                          | Susana Villarán                |
| 2001–2005 | Chile                         | José Zalaquett                 |
| 2004–2007 | Paraguay                      | Evelio Fernández Arévalos      |
| 2004–2007 | Venezuela                     | Freddy Gutiérrez               |
| 2002–2009 | Antigua y Barbuda             | Sir Clare Kamau Roberts        |
| 2004–2009 | El Salvador                   | Florentín Meléndez             |
| 2006–2009 | Argentina                     | Víctor Abramovich              |
| 2006–2009 | Estados Unidos                | Paolo Carozza                  |
| 2004–2011 | Brasil                        | Paulo Sérgio Pinheiro          |
| 2008–2011 | Venezuela                     | Luz Patricia Mejía             |
| 2008–2015 | Chile                         | Felipe González                |
| 2009–2011 | El Salvador                   | María Silvia Guillén           |
| 2010–2013 | Colombia                      | Rodrigo Escobar Gil            |
| 2010–2013 | Estados Unidos                | Dinah Shelton                  |
| 2012–2015 | Santa Lucía Trinidad y Tobago | Rose-Marie Belle Antoine       |
| 2012–2015 | Jamaica                       | Tracy Robinson                 |
| 2012–2015 | Paraguay                      | Rosa María Ortiz               |
| 2017-2019 | Colombia                      | Luis Ernesto Vargas Silva      |
| 2017-2021 | Chile                         | Antonia Urrejola               |
| 2017-2021 | Brasil                        | Flavia Piovesan                |

### Presidentes de la CIDH
| Presidente | Presidente                      | País                          | Año       |
| ---------- | ------------------------------- | ----------------------------- | --------- |
|            | Rómulo Gallegos                 | Venezuela                     | 1960      |
|            | Álvaro Tirado Mejía             | Colombia                      | 1995      |
|            | Claudio Grossman                | Chile                         | 1996      |
|            | John S. Donaldson               | Trinidad y Tobago             | 1997      |
|            | Carlos Ayala Corao              | Venezuela                     | 1998      |
|            | Robert K. Goldman               | Estados Unidos                | 1999      |
|            | Hélio Bicudo                    | Brasil                        | 2000      |
|            | Claudio Grossman                | Chile                         | 2001      |
|            | Juan E. Méndez                  | Argentina                     | 2002      |
|            | Marta Altolaguirre              | Guatemala                     | 2003      |
|            | José Zalaquett                  | Chile                         | 2004      |
|            | Clare Kamau Roberts             | Antigua y Barbuda             | 2005      |
|            | Evelio Fernández Arévalos       | Paraguay                      | 2006      |
|            | Rodrigo Escobar Gil             | Colombia                      | 2007      |
|            | Paolo Carozza                   | Estados Unidos                | 2008      |
|            | Luz Patricia Mejía              | Venezuela                     | 2009      |
|            | Felipe González                 | Chile                         | 2010      |
|            | José de Jesús Orozco Henríquez  | México                        | 2012-2013 |
|            | Tracy Robinson                  | Jamaica                       | 2014      |
|            | Rose-Marie Belle Antoine        | Santa Lucía Trinidad y Tobago | 2015      |
|            | James L. Cavallaro              | Estados Unidos                | 2016      |
|            | Esmeralda Arosemena de Troitiño | Panamá                        | 2019      |
|            | Antonia Urrejola                | Chile                         | 2021      |
|            | José Luis Caballero Ochoa       | México                        | 2025      |